# روس موراي
روس موراي (بالإنجليزية: Ross Murray)‏ هو منافس ألعاب قوى بريطاني، ولد في 10 أغسطس ￼￼ عام 1990 في شيلدز الشمالية ‏ في المملكة المتحدة.

## وصلات خارجية
- روس موراي على موقع الاتحاد الدولي لألعاب القوى (الإنجليزية)
- روس موراي على موقع الدوري الماسي (الإنجليزية)
- روس موراي على موقع اللجنة الأولمبية الدولية (الإنجليزية)
- روس موراي على موقع أوليمبيديا (الإنجليزية)
- روس موراي على موقع اللجنة الأولمبية البريطانية (الإنجليزية)